# Bildungssystem in Griechenland

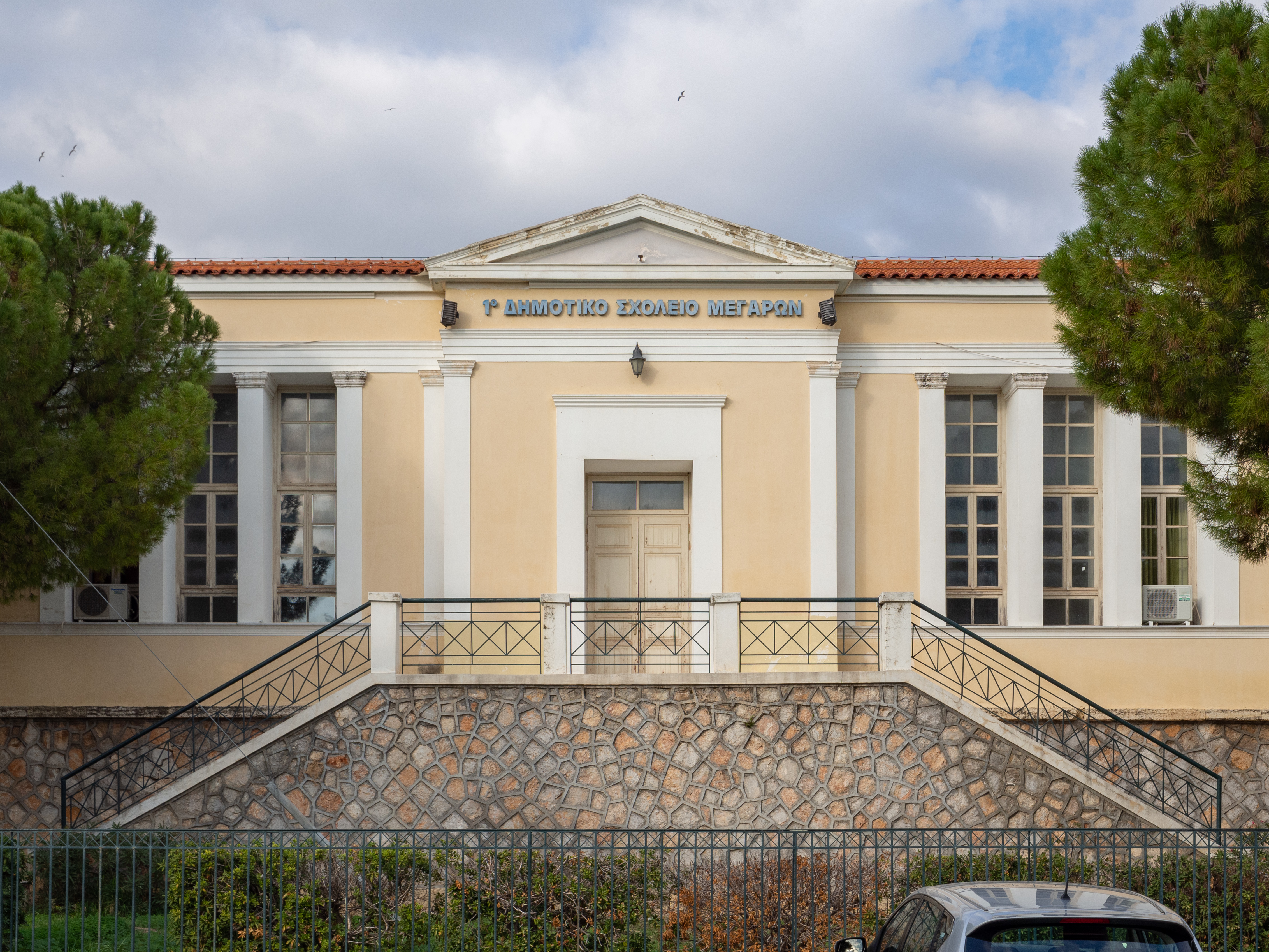
Volksschule in Megara

Das Bildungssystem in Griechenland wird vom griechischen Ministerium für Bildung, Religiöse Angelegenheiten und Sport (Υπουργείο Παιδείας, Θρησκευμάτων και Αθλητισμού Ypourgio Pedias, Thriskevmaton ke Athlitismou) gelenkt.
Der Schulbesuch ist zwischen 6 und 15 Jahren obligatorisch. Seit 1929 wurde die Koedukation schrittweise eingeführt und ist seit 1979 endgültig durchgesetzt.
Auf den Kindergarten folgt die sechsjährige Primarstufe  (Primarbereich), dann die Sekundarstufe, die in zwei Ebenen unterteilt ist: das Gymnasio (drei Jahre, vom 12. bis 15. Lebensjahr) und das Lykio (drei Jahre, 15. bis 18. Lebensjahr). Die nächste Tertiärstufe ist die Hochschulbildung, die Universität (Πανεπιστήμιο Panepistimio) und andere Hochschulformen.

## Allgemeines
Das Schuljahr dauert 175 Tage, mit drei Monaten Sommerferien, fünfzehn Tagen zu Weihnachten und fünfzehn Tagen zu Ostern; es gibt verschiedene schulfreie christliche Feiertage und die Nationalfeiertage.
Die orthodoxe Kirche übt wesentlichen Einfluss auf das griechische Bildungswesen aus, weil die besondere Stellung der griechisch-orthodoxen Konfession als „vorherrschender Religion“ in der griechischen Verfassung festgelegt ist sowie kirchliche Angelegenheiten und Bildung in einem Ministerium vereint sind (ähnlich dem Kultusministerium in manchen deutschen Ländern).
Die muslimischen Türken, Pomaken und Roma Westthrakiens werden auf der Grundlage des Lausanner Friedensvertrags von 1923 zusammen als muslimische Minderheit anerkannt und genießen Sonderrechte, wie Schulunterricht in türkischer Sprache, Verwendung von Schulbüchern aus der Türkei (gemäß bilateraler Abkommen), Koranschulen. In den letzten Jahrzehnten wurden zunehmend die circa 30.000 bulgarischsprachigen Pomaken türkisch assimiliert. Diese grenzen sich scharf von der sehr heterogenen Gruppe der romani- und türkischsprachigen muslimischen Roma ab.
Im PISA-Ranking von 2018 erreichten griechische Schüler Platz 43 von 79 Ländern in Mathematik, Platz 45 in Naturwissenschaften und Platz 45 beim Leseverständnis. Griechenlands Werte gehören damit zu den schlechtesten unter den OECD-Staaten.
2020 wurden 4,4 % des Sozialprodukts (BIP) für Bildung ausgegeben (Deutschland 4,7 %).
Die griechischen Lehrer gehören zu  den schlechtestbezahlten in Europa. So verdiente 2023 ein Sekundarstufenlehrer, mit mehrjähriger Berufserfahrung, durchschnittlich 1237 € pro Monat (netto).

## Kindergarten und Grundschule
Kindergärten können Kinder ab dem Alter von zweieinhalb Jahren aufnehmen, und zwar in zwei Abschnitten: von zweieinhalb bis viereinhalb Jahre; von viereinhalb Jahren bis über sechs Jahren. Der letzte „große Teil“ ist seit dem Jahr 2010 Pflicht. Die Kindergartenbildung wird eher gering wahrgenommen trotz der theoretischen Pflicht, weil es Schwierigkeiten in der Umsetzung gibt.
Die Schülerzahl pro Klasse in der Grundschule (σχολείο δημοτικό scholio dimotiko, „Volksschule“) ist gering: durchschnittlich 16 Schüler mit regionalen Unterschieden. Gebirgs- und Inseldorfschulen werden möglichst erhalten und senken den Landesdurchschnitt. Es gibt in der Provinz nur wenige private Grundschulen.
Der Unterricht findet fünf Tage lang von 8:30 bis 12:30 Uhr statt, an ungefähr 50 % aller Grundschulen gibt es ein Betreuungsprogramm für Kinder berufstätiger Eltern, das bis 17:30 Uhr dauert (Stand 2022–2023). Insgesamt werden durchschnittlich 525 Stunden pro Jahr unterrichtet. Zum Lehrplan der Grundschulen gehört das Erlernen der englischen Sprache ab der dritten Klasse und wahlweise Deutsch oder Französisch ab der fünften Klasse.
Die Schüler erhalten in den ersten beiden Jahren der Grundschule keine Noten. in den nächsten beiden wird von A bis D benotet. Die Schulbücher sind an öffentlichen Schulen zum größten Teil kostenlos und stehen auch als kostenloser Download zur Verfügung (Stand 2023).

## Sekundarstufe

### Gymnasio
Alle Grundschüler wechseln zum Gymnasio, es ist also eine Gesamtschule, kein Gymnasium im deutschen Sinn. Der Stundenplan umfasst 30 Stunden pro Woche, mit einigen weiteren Stunden für Wahlfächer (Sport, Musik oder Religion). Der Platzmangel erforderte früher manchmal Unterricht am Nachmittag. Insgesamt gab es 2021 328,582 Schüler im Gymnasio.
Der Unterricht der in der Grundschule gewählten zweiten Fremdsprache (Deutsch oder Französisch) wird mit zwei Stunden pro Woche fortgesetzt.
Es gibt folgende Schultypen:
- Gymnasio (meistverbreitet)
- Spezielles Gymnasio (auch Förderschule)
- Abend-Gymnasio (für Schüler ab 14 Jahren)
- Kirchliches Gymnasio
- Gymnasio für interkulturelle Bildung (für Roma oder aus dem Ausland heimkehrende Schüler)
- Modell-Gymnasio (öffentlich; zur Aufnahme müssen die Schüler bestimmte schriftliche Prüfungen (Mathematik etc.) bestehen)[11]
- Experimentelles Gymnasio (von pädagogischen Einrichtungen geführt, öffentlich; Schüler werden nach dem Zufallsprinzip ausgewählt)
- Integriertes berufliches Spezial-Gymnasio-Oberschule (ΕΝ.Ε.Ε.ΓΥ.-Λ; 4 Jahre für die Gymnasio)
- Musik-Gymnasio (zur Aufnahme müssen Schüler bestimmte musikalische Prüfungen bestehen)
- Kunst-Gymnasio (zur Aufnahme müssen Schüler bestimmte Prüfungen in Kunst, Tanz oder Theater bestehen; 2004–heute)

### Lykio
Die Oberstufe der Sekundarstufe (Λύκειο Lykio) ist nicht obligatorisch und dauert drei Jahre. Die Oberschulen beginnen am 11. September und enden am 15. Juni. Der Unterricht endet Ende Mai, so dass die Schüler im Juni für ihre Schuljahresend-Prüfungen lernen können. Zugelassene Schüler können bis zu 20 Jahre alt sein und müssen über einen Gymnasialabschluss, einen Schulabschluss der unteren Sekundarstufe oder einen gleichwertigen internationalen Abschluss verfügen. Das Abendlyzeum (Εσπερινό Esperino) richtet sich sowohl an erwachsene Studierende als auch an minderjährige berufstätige Studierende und dauert drei Jahre.
Nach Abschluss der 3. Klasse erhalten die Absolventen des Lyzeums den Abschluss Απολυτήριο Λυκείου Apolytirio Lykiou (Lyzeum Apolytirio, Abschlusszeugnis der Sekundarstufe II). Die Bewertungsskala des Apolytirio Lykiou (GPA) ist auf ein 20-Punkte-Bewertungssystem festgelegt. Das Lyzeum Apolytirio ist für die Zulassung zur Hochschulbildung und zur Fortsetzung des Studiums erforderlich.
Wer studieren will, muss außerdem die landesweit festgelegten Prüfungen mit dem offiziellen Titel Πανελλαδικές Εξετάσεις Panelladikes Exetasis („panhellenische Prüfungen“) ablegen (siehe unten). Das Apolytirio-Zertifikat berechtigt zum späteren Zugang zur Hochschulbildung erst durch die Teilnahme an den panhellenischen Prüfungen. Das Bildungsministerium trägt die Verantwortung für die zentrale Organisation dieser Immatrikulationsprüfungen.
In der dritten Klasse des Lykio wählen die Schüler einen von fünf Wahlpflichtbereichen aus, der mehrere Fächer beinhaltet. Die Wahlpflichtfachkombinationen führen dabei jeweils zu unterschiedlichen Hochschulen: der erste zu einer Technischen Hochschule und/oder Universität, der zweite zu einer Medizinischen Hochschule bzw. Fakultät, der dritte zu einer philosophischen oder juristischen Hochschulbildung, der vierte zur sozialwissenschaftlichen Hochschulausbildung und der fünfte zu einer technischen Hochschule (entsprechend deutscher Fachhochschule) (Stand 2023).
1991 besuchten 870.235 Schüler 3.604 Schulen des Typs Lykio, 2021 besuchten 230.295 Schüler 1355 Schulen des Typs Lykio.
Die Arten weiterführender Schulen in Griechenland sind:
- Γενικό Λύκειο (ΓΕΛ) Geniko Lykio (GEL; Allgemeines Lyzeum; 1976–1996, 2006–heute)
- Ειδικό Λύκειο Idiko Lykio (Speziallyzeum)
- Μουσικό Λύκειο Mousiko Lykio (Musiklyzeum; 1988–heute. Zur Aufnahme müssen die Studierenden bestimmte Prüfungen auf einem Musikinstrument bestehen.)
- Πρότυπο Λύκειο Protypo Lykio (Modell-Lyzeum [öffentlich]; 2015–heute. Zur Aufnahme müssen die Studierenden bestimmte schriftliche Prüfungen bestehen)
- Καλλιτεχνικό Λύκειο Kallitechniko Lykio (Kunstlyzeum; 2006–heute. Zur Aufnahme müssen die Schüler bestimmte Prüfungen in den Bereichen Kunst, Tanz oder Theater bestehen.)
- Πειραματικό Λύκειο Piramatiko Lykio (Experimentelles Lyzeum [öffentlich]; 2015–heute. Zur Aufnahme müssen die Studierenden bestimmte schriftliche Prüfungen bestehen)
- Γενικό Λύκειο Διαπολιτισμικής Εκπαίδευσης (ΓΕΛΔΕ) Geniko Lykio Diapolitismikis Ekpedevsis (GELDE; Allgemeines Lyzeum für interkulturelle Bildung, das heißt umfassender Lyzeum-Typ; 2018–heute)
- Επαγγελματικό Λύκειο (ΕΠΑΛ) Epangelmatiko Lykio (EPAL; Berufslyzeum; 2006–heute)
- Εσπερινό Επαγγελματικό Λύκειο Esperino Epangelmatiko Lykio (Abendberufslyzeum)
- Εσπερινό Γενικό Λύκειο Esperino Geniko Lykio (Allgemeines Abendlyzeum; 1976–heute)
- Γενικό Εκκλησιαστικό Λύκειο (ΓΕΕΛ) Geniko Ekklisiastiko Lykio (GEEL; Allgemeines kirchliches Lyzeum; 2006–heute)
- Ενιαίο Ειδικό Επαγελματικό Γυμνάσιο-Λύκειο Enieo Idiko Epangelmatiko Gymnasio-Lykio (integriertes spezielles Berufsgymnasium-Lyzeum; 4 Jahre Dauer)

Hinzu kommen mehrere Formen der Berufsbildung, die teilweise nur an der Schule stattfindet, teilweise in dualer Form auch in Betrieben:
- dreijähriges Technisch-berufliches Lyzeum (T.E.L.)
- Integriertes multisektorales Lyzeum (E.P.L.; drei Jahre)
- Technisch-berufliche Schule (T.E.S.; zwei Jahre)
- Übergang in die in der Regel dreijährige O.A.E.D.-Lehre[10]

## Tertiärstufe
Die Hochschulbildung wird von höheren Bildungseinrichtungen (Ανώτατα Εκπαιδευτικά Ιδρύματα [Α.Ε.Ι.] Anotata Ekpedeftika Idrymata [A.E.I.]) angeboten, an Universitäten und Polytechnischen Hochschulen (Polytechnio), Kunstakademien, der Offiziershochschule sowie der Hellenic Open University (Universität für Fernstudien) mit dem Abschluss Ptichioúchos. Weniger als vier Jahre dauern die Studiengänge an Technischen Fachhochschulen (Technologika Ekpaideftika Idrymata, TEI) und einigen Fachakademien, die sich bspw. an das Militär richten, mit dem Abschluss Diplomatoúchos. Sie sind größtenteils autonom, aber die Regierung ist für ihre Finanzierung und die Verteilung der Studenten auf Bachelor-Studiengänge verantwortlich.

### Staatliche Hochschulbildung
Gemäß Artikel 16, Absatz 8 der griechischen Verfassung ist private Hochschulbildung in Griechenland unzulässig, die Regierung erkennt nur die von öffentlichen Universitäten angebotenen Studiengänge an. Staatliche Hochschuleinrichtungen in Griechenland können ohne Studiengebühr besucht werden. Lehrbücher und für die Mehrheit der Studenten werden auch Mahlzeiten kostenlos zur Verfügung gestellt. Etwa 25 % der Postgraduiertenprogramme bieten kostenfreie Studien an, während etwa 30 % der Studierenden aufgrund individueller Kriterien berechtigt sind, Studiengänge ohne Gebühren zu besuchen. Jedes akademische Jahr umfasst ein 32-wöchiges Studienprogramm, aufgeteilt in zwei Semester zu je 16 Wochen.
Private Hochschulen sind allenfalls postsekundäre Bildungszentren (Κέντρα Μεταλυκειακής Εκπαίδευσης [ΚΕ.Μ.Ε.] Kentra Metalykiakis Ekpedevsis [KE.M.E.]) auf nichtformaler Bildungsebene, die unter der vom Bildungsministerium akkreditierten ordnungsgemäßen Registrierung betrieben werden. In der Regel sind die meisten privaten Hochschulen berechtigt, ausländische Bachelor- und Postgraduiertenprogramme im Rahmen von Franchising- oder Validierungsvereinbarungen mit kooperierenden Universitäten in anderen Ländern anzubieten, die zu Abschlüssen führen, die direkt von diesen ausländischen Universitäten verliehen werden.
In Thessaloniki gibt es eine englischsprachige Internationale Universität Griechenlands, die direkt anerkannt wird.
Die Akademikerquote ist in Griechenland sehr hoch, da circa 70 Prozent der Schulabgänger ein Studium beginnen. Die Alternative zum Studium, z. B. eine praxisorientierte Berufsausbildung, wird nur wenig angenommen. Von den etwa 600.000 Studenten (2013) in Griechenland gehören rund 200.000 zu den so genannten „ewigen Studenten“, die die Regelstudienzeit zum Teil schon weit überschritten haben. Sie profitieren weiter von den Sozialleistungen für Studenten. Diese Regelung wurde ab dem Immatrikulationsjahr 2020–2021 abgeschafft, so dass ab 2027–28 Langzeitstudierende automatisch exmatrikuliert werden.
Der Zugang zur Hochschulbildung ist ausschließlich über eine griechenlandweit abgehaltene zentrale Eingangsprüfung möglich. Voraussetzung für die Teilnahme ist der erfolgreiche Abschluss des Lykio (Lyzeum). Die jährlich im späten Frühjahr und Anfang des Sommers stattfindende zentrale Zulassungsprüfung dominiert regelmäßig die Diskussion in der griechischen Öffentlichkeit, einschließlich Politik und Massenmedien. Die Veröffentlichung der Zulassungslisten pro Studiengang und Ort in überregionalen Tageszeitungen ist die Regel, Sondersendungen im Radio und Fernsehen ebenfalls. In weiten Teilen der griechischen Gesellschaft gilt die Zukunft des Kindes als ungesichert, wenn nicht sogar ruiniert, falls die Eingangsprüfung zur Hochschulbildung nicht bestanden wird. Lediglich 18 % der Prüflinge bestehen die Universitätseingangsprüfung. Wenn man die Prüflinge einbezieht, die einen Platz für einen dreijährigen Studiengang an einer Technischen Fachhochschule (TEI) erhalten, steigt der Anteil der erfolgreichen Absolventen auf ca. 35 %. Die Anzahl der Studienplätze pro Studiengang und Ort wird vom griechischen Bildungsministerium für alle Hochschulen in Griechenland festgelegt. Die Prüfungsanforderungen werden somit mittelbar (oder unmittelbar) ebenfalls vom Bildungsministerium griechenlandweit festgelegt. Ausschließlich nach Prüfungsergebnis werden Studiengang und Studienort festgelegt. Wer keinen Zugang zu AEI oder TEI gefunden hat, kann noch eine weniger anerkannte Einrichtung besuchen.

### Universitäten und TEI
Im Jahr 2017 (nach dem auferlegten Sparkurs) verfügte Griechenland über insgesamt 22 universitäre Hochschulen (AEI) und 15 Technische Fachhochschulen (TEI). (Siehe Liste der Universitäten und Hochschulen) Hinzu kommen noch weitere tertiäre Einrichtungen bspw. Fachschulen für Gesundheitsberufe, Design, Pädagogik, Ökonomie, Informatik (insgesamt 226 Einrichtungen). Für 2020 werden bei 19,610 Dozenten insgesamt 689.231 Studenten angegeben, 530.109 an Universitäten, 149.428 in der technologischen Bildung inkl. TEI. 2013 studierten insgesamt noch etwa 660.000 Studenten bei 10.848 Personen im Lehrpersonal (ohne weitere Aufschlüsselung). 1991 waren erst 115.464 Studenten und 9.124 Personen im Lehrpersonal an universitären Bildungseinrichtungen tätig.
2018/19 wurden die TEI unter dem Bildungsminister Konstantinos Gavroglou (Syriza) abgeschafft, d. h. es gab keine Neueinschreibungen mehr. Doch dürfen die bereits Eingeschriebenen in diesem Curriculum abschließen. In Zukunft werden die entsprechenden Fakultäten den Universitäten zugeordnet.
Die regionale Verteilung der Hochschuleinrichtungen ist inhomogen und entspricht annähernd der Bevölkerungsdichte. Der Ballungsraum Athen-Piräus verfügt über acht universitäre Einrichtungen und zwei technische Hochschulen (TEI). Jede weitere Region Griechenlands hat eine universitäre Einrichtung. Der Ballungsraum Thessaloniki und Zentralmakedonien verfügen über zwei Universitäten, darunter die zweitgrößte in Griechenland (Aristoteles-Universität Thessaloniki), Kreta hat mehrere universitäre Einrichtungen, die Universität Kreta und die Technische Universität Kreta. Die Region Peloponnes hat neben der Universität in Patras noch eine weitere Universität. Die TEI sind mit einer Einrichtung pro Region vertreten; im Gegensatz zu den Universitäten ist die Standortverteilung durch Filialenbildung in der Fläche besser. In einem Einzelfall wurde die Auslagerung von Fakultäten und Instituten auch auf universitärem Niveau betrieben: die Pädagogische Fakultät der Aristoteles-Universität Thessaloniki ist in Teilen nach Florina ausgelagert. Im Ballungsraum Athen-Piräus ist das Universitätssystem in unterschiedliche Schwerpunktuniversitäten differenziert: Nationale und Technische Universität, Panteion Universität für Soziale und Politische Wissenschaften, Harokopio Universität für Nationale Wirtschaft sind Beispiele hierfür. In anderen Regionen Griechenlands fehlt diese Differenzierung.
Die Studentenzahlen sind in etwa analog der Bevölkerungsdichte verteilt: In Attika studierten 1991–1992 über 54.000 Personen an acht Universitäten und über 30.000 Studierende an TEI (Technologische Fachhochschule). In Thessaloniki inklusive des TEI in Serres studierten über 53.000 Studierende an zwei Universitäten und knapp 16.000 Studierende an TEI. Im Vergleich hierzu studierten beispielsweise nur knapp 7.900 Studenten an der Universität Patras, ca. 5.800 Studenten an der Universität Ioannina und etwas mehr als 5.000 Studenten an der Demokrit-Universität Thrakien. Die Universität der Ionischen Inseln hatte 1991–1992 lediglich 419 Studenten (2020 waren es 5.561), die Universität Thessalien 705 Studenten. Die Gesamtzahl der an Universitäten studierenden Personen in Griechenland betrug für den gleichen Zeitraum 117.980; an TEI studierten 79.974 Personen. Im Jahr 2020 studierte weiterhin fast die Hälfte der in ganz Griechenland eingeschriebenen Studenten in Thessaloniki (allein ca. 75.000 an der Aristoteles-Universität) und im Großraum Athen (ca. 95.000 an der Universität Athen).

### Probleme
Das Missverhältnis zwischen dem Angebot von Studienplätzen und der erheblich höheren Nachfrage wird von Ökonomen auf die Bestimmungen des Artikel 16 der griechischen Verfassung zurückgeführt, welcher eine kostenlose Universitätsbildung und ein Verbot privater Hochschulen vorschreibt. Nach einer Studie des Bildungsökonomen (2002) G. Psacharopoulos (Georgetown University) habe die Verstaatlichung des Bildungssystems zu einem Mangel an Wettbewerb geführt. Außerdem müssen die kostenlosen Studienangebote im Rahmen der Volkswirtschaft erwirtschaftet werden. Der gleiche Kritiker wies aber auch darauf hin, dass Griechenland nur die Hälfte an Finanzmitteln pro Studierenden im Vergleich zum OECD-Durchschnitt ausgegeben habe (in kaufkraftkonstanten Preisen bemessen). Diese „relative Unterfinanzierung“ bestehe auch im Vergleich zum Durchschnitt der EU-Staaten. Nach einer OECD-Statistik von 2001 wandte Griechenland pro Student 4.157 USD auf (zum Vergleich: Schweden 13.224 USD, Deutschland 9.481 USD, EU-Durchschnitt 9.063 USD). Der Wert für 2023 betrug 6146 USD in Griechenland gegenüber einem OECD-Wert von 12 647 USD.
Bemerkenswert ist die Arbeitslosigkeit bei Menschen mit Hochschulbildung unter 24 Jahren (nach Daten von Eurostat, 2000): 28,8 % in Griechenland gegenüber 12,8 % im EU-Durchschnitt. Hierbei ist allerdings nicht eindeutig geklärt, ob diese Personen das Studium abgeschlossen haben und ob die staatliche Planung der Studienplätze und Studiengänge dafür verantwortlich ist. Ein Hinweis auf eine „Fehlplanung“ ergab sich am Beispiel des Studiengangs Informatik: 2001 richtete das Bildungsministerium 125 Studienplätze in diesem Studiengang bei 20.824 Bewerbern ein. Anzeiger für eine Fehlsteuerung durch die hochrestriktive Vergabe von Studienplätzen und Studienorten ist dabei die Beobachtung, dass lediglich 15 % der Studenten im Studiengang Informatik diesen auch studieren wollten. An der hohen Arbeitslosigkeit von Jugendlichen bis 24 Jahren hat sich bisher nichts geändert, auch wenn die Werte zuletzt etwas gefallen sind.
Auffallend ist auch, dass Griechenland, gemessen an seiner Bevölkerung, den höchsten Anteil an Studierenden im Ausland hat: 5.257 im Ausland Studierende pro eine Million Einwohner gibt es in Griechenland (zum Vergleich: Deutschland 637, Japan 499, Indien 47, Malaysia 1777, Frankreich 827; Daten nach OECD 2002). Dabei wird als besonders negativ gewertet, dass viele der im Ausland Studierenden nach Studienabschluss nicht nach Griechenland zurückkehren.
Siehe Liste der Universitäten und Hochschulen in Griechenland

## Geschichte
Während der osmanischen Herrschaft gab es einige Grundschulen in den größten Städten. Der Patriarch von Konstantinopel Jeremias II. verlangte sogar 1593, dort Schulen zu schaffen. Mit der Zeit gab es mehr Schulen, um die Bedürfnisse einer wachsenden Handelsschicht zu erfüllen, die manchmal ihren Reichtum nutzte, um sie zu gründen. Alle diese Schulen blieben der Griechisch-orthodoxen Kirche verbunden und wurden genutzt, um den griechischen Patriotismus im Land zu fördern und die griechische Sprache gegen lokale Sprachen (hauptsächlich von Walachen) aufzuzwingen. Adamantios Korais setzte sich von der Kirche ab und befürwortete die vom Türkischen bereinigte Katharevousa als Mittelweg zwischen der Volkssprache und der altgriechischen sowie kirchlichen Sprache. Sie blieb die Amtssprache bis 1976, obwohl sie keiner im Alltag sprach.
Nach der Unabhängigkeit 1827 entwickelte sich nach und nach ein Netzwerk von Grund- und Sekundarschulen. Die „Bavarokratie“ unter dem bayerischen König Otto reorganisierte die Schulen, um die Bildung zu verbessern. Dabei stand das klassisch-humanistische Bildungsideal im Vordergrund, ohne auf die Bedürfnisse der griechischen Bevölkerung nach einer realistischen Bildung zu achten. 1837 wurde die Universität Athen gegründet. In den Schulen und der Universität wurde über die Entwicklung der griechischen Sprache diskutiert. In den 1870er Jahren hatte Griechenland etwas mehr als 2.000 Schulen, die rund 150.000 Schüler aufnahmen. Ende des 19. Jahrhunderts prägten die Schulen die Identität des modernen Griechenland und stützten sich auf die Orthodoxie und die griechische Sprache.
1864 gründete Ekaterini Laskaridou eine Mädchenschule in Athen nach Friedrich Fröbel. Etwa 30 Jahre später gründete sie einen Kindergarten in Kallithea. Daraus entwickelte sich die Lehrerausbildung für Kindergärten und Mädchenschulen. Die Nationale Technische Universität Athen lässt sich bis ins Jahr 1836 zurückführen. Die Hochschule der Bildenden Künste Athen wurde ebenso bereits 1837 gegründet und ab 1910 als eigene Einrichtung geführt.
Die letzte Regierung von Eleftherios Venizelos (1928–1932) modernisierte das Bildungssystem mit Hilfe des jungen Ministers Georgios Papandreou. Die Aristoteles-Universität Thessaloniki wurde 1925 gegründet und die beiden Universitäten neu geordnet, neue Schulen und Bibliotheken gebaut. Berufliche und technische Schulen wurden gegründet, um die klassischen Gymnasien zu ergänzen. Schließlich wurde die Volkssprache in den Grundschulen und den modernen Griechischunterricht eingeführt.
Während der griechischen Militärdiktatur von 1967 bis 1974 hielt die Junta-Regierung eine sechsjährige Schulpflicht für ausreichend, es gab kein berufliches Schulwesen. Erst die Bildungsreform von 1976 schuf die neunjährige Schulpflicht und verschiedene Formen der Berufsbildung, ohne dass diese jedoch das höhere Prestige der hochschulorientierten Bildung in der Bevölkerung erreicht hätten.
In den 1980er Jahren wurden unter der PASOK-Regierung im Zuge der Dezentralisierungspolitik viele neue Universitäten gegründet. Fast die Hälfte der heute existierenden Universitäten entstanden in diesen Jahren. Die TEI wurden erst Anfang der 1980er Jahre per Gesetz 1404/1983 unter der Regierung Andreas Papandreou eingeführt. Die zuvor bestehenden technischen Bildungseinrichtungen KATEE wurden durch die TEI abgelöst. Die KATEE, als Bildungseinrichtungen mit nur bedingtem Hochschulcharakter, fanden in der griechischen Bevölkerung mit ihrer Bevorzugung einer universitären Hochschulbildung keine Akzeptanz. Unter der SYRIZA-Regierung wurde 2017–2019 die Abschaffung der TEI und Überführung in die Universitäten beschlossen.

## Einzelbelege
1. ↑  Das griechische Erziehungssystem. In: www.mfa.gr. Abgerufen am 9. März 2025.
2. ↑  Religionsunterricht als Staatsaffäre – DW – 7. Oktober 2016. Abgerufen am 23. Oktober 2023.
3. ↑  PISA-Studie 2018: Die Ergebnisse • Profiling Institut. 4. Dezember 2019, abgerufen am 23. Oktober 2023.
4. ↑  Basistabelle Öffentliche Gesamtausgaben für Bildung. Abgerufen am 24. Oktober 2023.
5. ↑  https://de.glassdoor.ch/Geh%C3%A4lter/athens-teacher-gehalt-SRCH_IL.0,6_IM1017_KO7,14.htm
6. ↑  http://www.kueppers-info.de/assets/pdf/1472302369_griechenland_athen.pdf
7. ↑  Υπουργικές Αποφάσεις / Εγκύκλιοι για τη διδασκαλία της Δεύτερης Ξένης Γλώσσας. Abgerufen am 23. Oktober 2023 (griechisch).
8. ↑  Δωρεάν όλα τα Βιβλία Δημοτικού, Γυμνασίου και Λυκείου. Abgerufen am 23. Oktober 2023.
9. 1 2  Statistics – ELSTAT. Abgerufen am 24. Oktober 2023.
10. 1 2 3  Uwe Lauterbach u. a.: BIBB / Internationales Handbuch der Berufsbildung. 2000, S. 28f, abgerufen am 23. Oktober 2023.
11. ↑  Radiotileoptiki S. A. (OPEN Digital Group): Πρότυπα και Πειραματικά σχολεία: Πότε οι εξετάσεις, αιτήσεις και κληρώσεις. 1. Januar 1980, abgerufen am 22. Oktober 2023 (griechisch).
12. ↑  National Statistical Service of Greece (EYSE): Greece in Figures 2007. Piräus 2007. S. 10
13. ↑  Alexandra Ioannidou: BIBB / Internationales Handbuch der Berufsbildung. S. 38, abgerufen am 23. Oktober 2023.
14. ↑  Auslandsstudium in Griechenland - studieren in Griechenland. In: Studieren.org. Abgerufen am 23. Oktober 2023.
15. 1 2  https://www2.daad.de/medien/der-daad/analysen-studien/bildungssystemanalyse/griechenland_daad_bsa.pdf
16. ↑  Griechenland: Unis werfen 155 000 Studierende raus. In: Der Tagesspiegel Online. ISSN 1865-2263 (tagesspiegel.de [abgerufen am 22. Oktober 2023]).
17. ↑  Από το 2027–2028 οι διαγραφές φοιτητών που ξεπερνούν την ανώτατη χρονική διάρκεια φοίτησης. 17. Februar 2023, abgerufen am 23. Oktober 2023 (griechisch).
18. 1 2  Stamelos, George; Sivri, Chrysanthi: Regional Dimensions of Entrance Examinations to Higher Education Institutions in Greece. Journal of Modern Greek Studies. Volume 13. 1995. S. 215–222. S. 215.
19. ↑  Stamelos, George; Sivri, Chrysanthi: Regional Dimensions of Entrance Examinations to Higher Education Institutions in Greece. Journal of Modern Greek Studies. Volume 13. 1995. S. 215–222. S. 216.
20. ↑  Stamelos, George; Sivri, Chrysanthi: Regional Dimensions of Entrance Examinations to Higher Education Institutions in Greece. Journal of Modern Greek Studies. Volume 13. 1995. S. 215–222. S. 221.
21. ↑  Gouvias, Dionysios: The Relation between Unequal Access to Higher Education and Labour-market Structure: the case of Greece. British Journal of Sociology of Education, Volume 19, Number 3. 1998. S. 305–333. S. 306.
22. 1 2 3  Gouvias, Dionysios: The Relation between Unequal Access to Higher Education and Labour-market Structure: the case of Greece. British Journal of Sociology of Education, Volume 19, Number 3. 1998. S. 305–333. S. 311.
23. ↑  Statistics – ELSTAT. Abgerufen am 24. Oktober 2023.
24. ↑  National Statistical Service of Greece (EYSE): Greece in Figures 2007. Piräus 2007. S. 10.
25. ↑  Statistics – ELSTAT Explanatory notes. S. 14, abgerufen am 24. Oktober 2023.
26. ↑  Overhaul in store for Greek higher education. Abgerufen am 24. Oktober 2023.
27. 1 2 3 4 5  Stamelos, George; Sivri, Chrysanthi: Regional Dimensions of Entrance Examinations to Higher Education Institutions in Greece. Journal of Modern Greek Studies. Volume 13. 1995. S. 215–222. Appendix 2.
28. ↑  Σχολές-Τμήματα. Archiviert vom Original (nicht mehr online verfügbar) am 7. Juni 2019; abgerufen am 23. Oktober 2023.  Info: Der Archivlink wurde automatisch eingesetzt und noch nicht geprüft. Bitte prüfe Original- und Archivlink gemäß Anleitung und entferne dann diesen Hinweis.
29. 1 2 3 4 5  Stamelos, George; Sivri, Chrysanthi: Regional Dimensions of Entrance Examinations to Higher Education Institutions in Greece. Journal of Modern Greek Studies. Volume 13. 1995. S. 215–222. Appendix 3.
30. ↑  Statistics – ELSTAT Graph 1. 2021, abgerufen am 24. Oktober 2023 (englisch).
31. ↑  Psacharopoulos, George: The Social Cost of an Outdated Law: Article 16 of the Greek Constitution. European Journal of Law and Economics. Volume 16. 2003. S. 123–137. S. 123.
32. ↑  Economics of Education in Europe – George Psacharopoulos from Greece. Abgerufen am 23. Oktober 2023 (englisch).
33. 1 2 3 4  Psacharopoulos, George: The Social Cost of an Outdated Law: Article 16 of the Greek Constitution. European Journal of Law and Economics. Volume 16. 2003. S. 123–137. S. 125.
34. ↑  https://gpseducation.oecd.org/CountryProfile?primaryCountry=GRC&treshold=5&topic=EO
35. 1 2 3  Psacharopoulos, George: The Social Cost of an Outdated Law: Article 16 of the Greek Constitution. European Journal of Law and Economics. Volume 16. 2003. S. 123–137. S. 127.
36. ↑  Alexandra Ioannidou: Die Situation der Jugendlichen auf dem griechischen Arbeitsmarkt. Was geschieht, wenn nichts geschieht? 2016, doi:10.13140/RG.2.1.1321.6888 (rgdoi.net [abgerufen am 28. Oktober 2023]).
37. ↑  deutschlandfunk.de: Arbeitsmarkt in Griechenland – Junge Menschen haben es schwer. Abgerufen am 28. Oktober 2023.
38. ↑  Psacharopoulos, George: The Social Cost of an Outdated Law: Article 16 of the Greek Constitution. European Journal of Law and Economics. Volume 16. 2003. S. 123–137. S. 128.
39. ↑  Psacharopoulos, George: The Social Cost of an Outdated Law: Article 16 of the Greek Constitution. European Journal of Law and Economics. Volume 16. 2003. S. 123–137. S. 129.
40. ↑  Giannēs S. Koliopulos, Thanos Beremēs: Greece - the modern sequel: from 1821 to the present. 2. verb. Auflage. Hurst, London 2004, ISBN 978-1-85065-463-6, S. 157–160.
41. ↑  Giannēs S. Koliopulos, Thanos Beremēs: Greece - the modern sequel: from 1821 to the present. 2. verb. Auflage. Hurst, London 2004, ISBN 978-1-85065-463-6, S. 160–163.
42. ↑  Laskaridou, Aikaterini (1842–1916) | Encyclopedia.com. Abgerufen am 23. Oktober 2023.
43. ↑  Uwe Lauterbach u. a.: BIBB / Internationales Handbuch der Berufsbildung. 2000, S. 21, abgerufen am 23. Oktober 2023.
44. 1 2  Prokou, Eleni: Nonuniversity Higher Education Reform in France, Germany, and Greece: A Comparison of Core and Semiperiphery Societies. Comparative Education Review. Volume 50, Number 2. 2006. S. 196–216. S. 199.
45. ↑  Prokou, Eleni: Nonuniversity Higher Education Reform in France, Germany, and Greece: A Comparison of Core and Semiperiphery Societies. Comparative Education Review. Volume 50, Number 2. 2006. S. 196–216. S. 203.